# Инспектор (БПЛА)

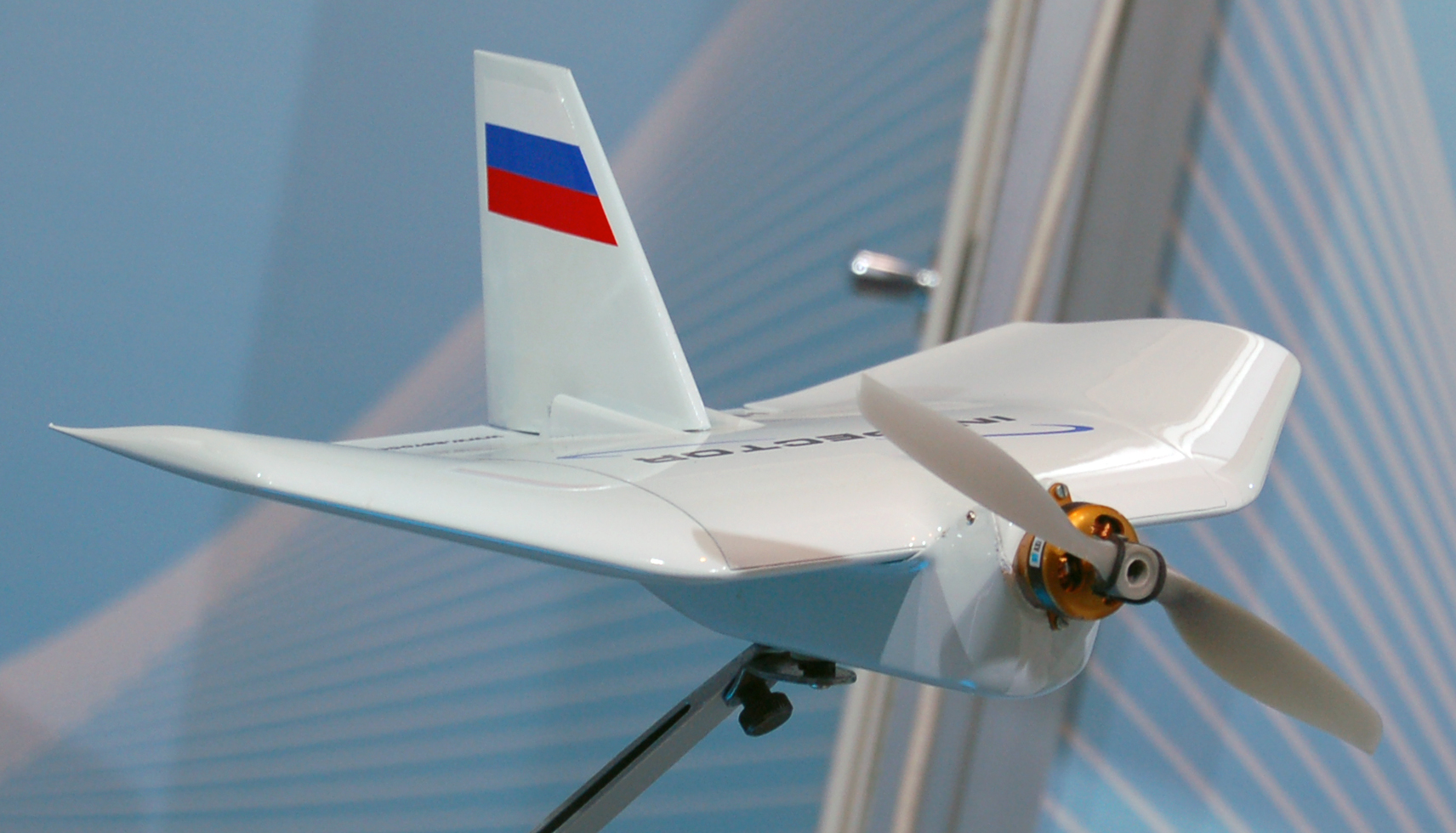
БПЛА «Инспектор 101» компании Аэрокон. МАКС-2009

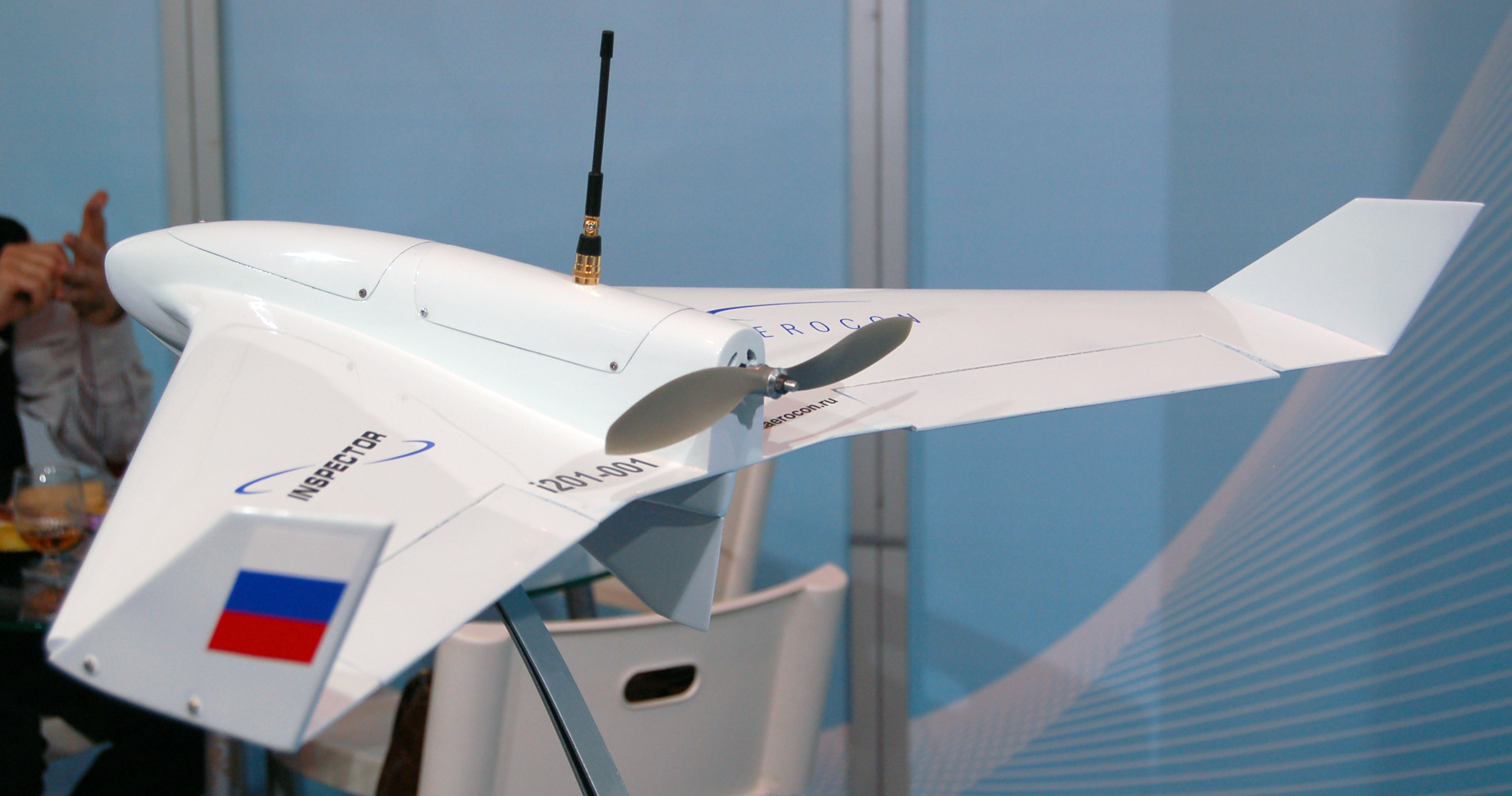
БПЛА «Инспектор 201» компании Аэрокон. МАКС-2009

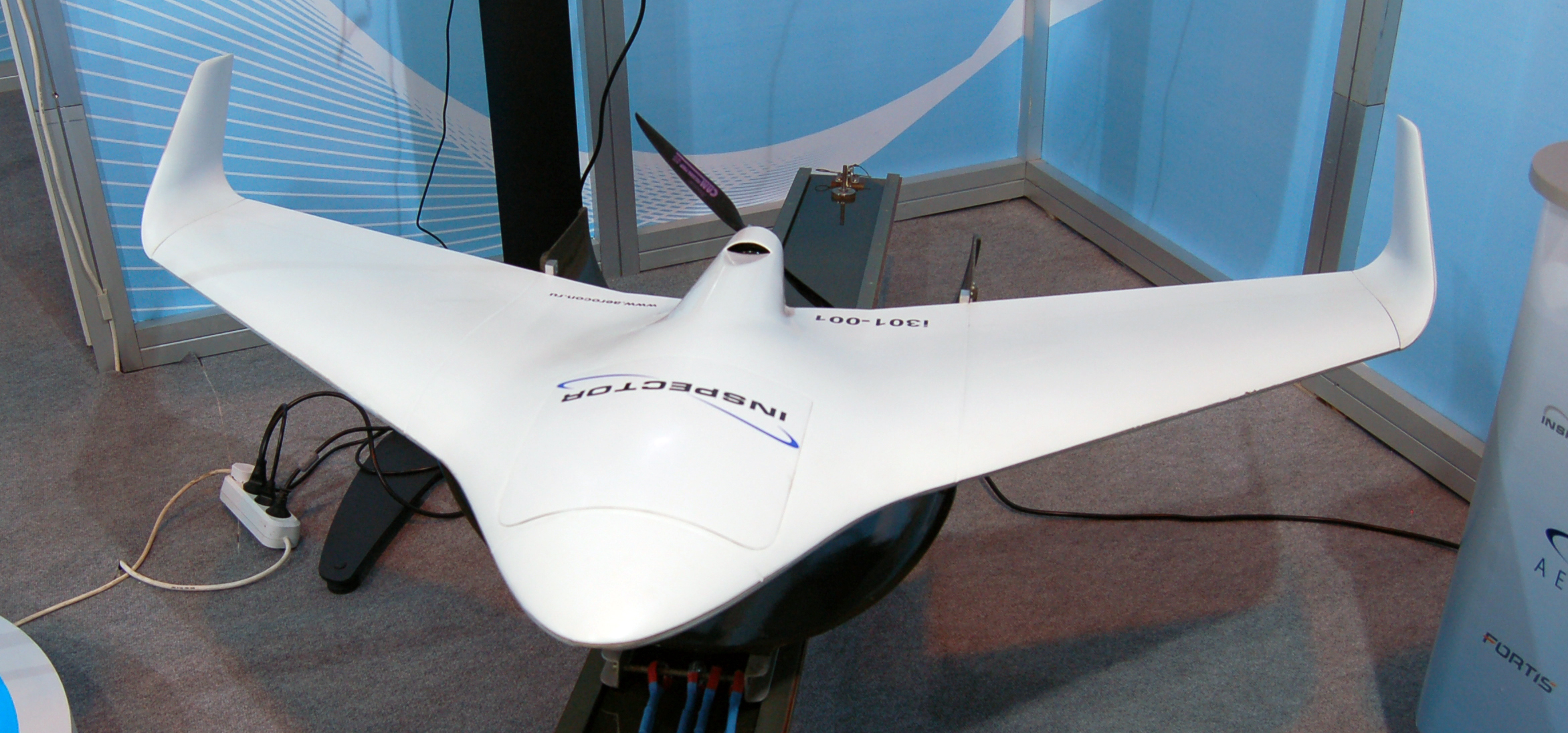
БПЛА «Инспектор 301» компании Аэрокон. МАКС-2009

Инспектор — российский сверхлёгкий беспилотный летательный аппарат дистанционного зондирования, разработан в ЗАО Аэрокон. Предназначен для ведения воздушной разведки, аэрофотосъёмки.

## Конструкция
Конструктивно представляет собой микро-БПЛА, выполненный по схеме бесхвостка, с толкающим воздушным винтом, вращаемым электродвигателем. Целевая аппаратура включает в себя микросхемы передачи информации, а также малогабаритную видеокамеру переднего или панорамного обзора со стабилизацией по крену (не менее 520 TV-линий) или цифровым фотоаппаратом (10 мегапикселей).
Запуск аппарата осуществляется с рук.
Особенностью конструкции БПЛА является цельноповоротный киль — подобная конструкция реализована в самолётах Ту-160 и ПАК ФА.
Получение информации с беспилотного аппарата и выдача ему команд осуществляется через блок управления, реализованный на базе портативного персонального компьютера.

## Технические характеристики

### Инспектор 101
Источник данных: АвиаПорт.Ru

Технические характеристики
- Экипаж: беспилотный
- Длина:
- Высота:
- Максимальная взлётная масса: 0,25 кг (250 грамм)
- Масса топлива во внутренних баках: н/д (аккумуляторная батарея)
- Время полёта: до 40 минут
- Силовая установка: 1 × электродвигатель

- Воздушный винт: двухлопастной, с неизменяемым шагом

Лётные характеристики
- Максимальная скорость: 72 км/ч
- Боевой радиус: 1,5 км (1500 м)
- Практический потолок: 500 м
- Длина разбега: н/д (старт с катапульты)

### Инспектор 201
Технические характеристики
- Экипаж: беспилотный
- Длина:
- Высота:
- Максимальная взлётная масса: 1,3 кг
- Масса топлива во внутренних баках: н/д (аккумуляторная батарея)
- Время полёта: до 60 минут
- Силовая установка: 1 × электродвигатель

- Воздушный винт: двухлопастной, с неизменяемым шагом

Лётные характеристики
- Максимальная скорость: 150 км/ч
- Крейсерская скорость: 50-120 км/ч
- Боевой радиус: 1,5 км (45 км)
- Практический потолок: 500 м

### Инспектор 301
Технические характеристики
- Длина:
- Высота:
- Максимальная взлётная масса: 6,5 кг
- Масса топлива во внутренних баках: н/д (аккумуляторная батарея)
- Размах крыла 1,5 м

Лётные характеристики
- Крейсерская скорость: 55-150 км/ч
- Продолжительность полёта 45-120 мин
- Боевой радиус: 1,5 км (45 км)
- Практическая дальность: 200 км
- Практический потолок: 4000 м
- Рабочая высота полёта 50-500 м

## БПЛА разработки ЗАО «Аэрокон»
Кроме перечисленных выше к настоящему времени в прессе были сообщения о следующих разработках БПЛА ЗАО «Аэрокон». Под маркой "Инспектор": INSPECTOR-601, INSPECTOR-402, INSPECTOR-202О (мишень). Под маркой "Рубеж": Рубеж-2, Рубеж-10, Рубеж-20 (в составе комплекса Гранат-4), Рубеж-60.